# Charadrophila
Charadrophila, monotipski rod trajnica iz porodice Stilbaceae, red medićolike (Lamiales). Jedina vrsta je C. capensis, južnoafrički endem iz provincije Western Cape. Ima status rijetke biljke. U engleskom narodnom nazivu poznata je kao “divlja gloksinija”.  

## Etimologija
Latinsko ime roda sastavljeno je od grčkog χαραδρα, charadra = klanac, i φιλείν, philein = voljeti, u aluziji na karakteristično stanište biljke ("kloofs").

## Rasprostranjenost
Područje joj je ograničeno na planine Hottentots Holland i Kogelberg.

## Opis
Opisan je u Bot. Jahrb. Syst. 26: 358, 1899.